# ヒュー・ロバート・ウィルソン

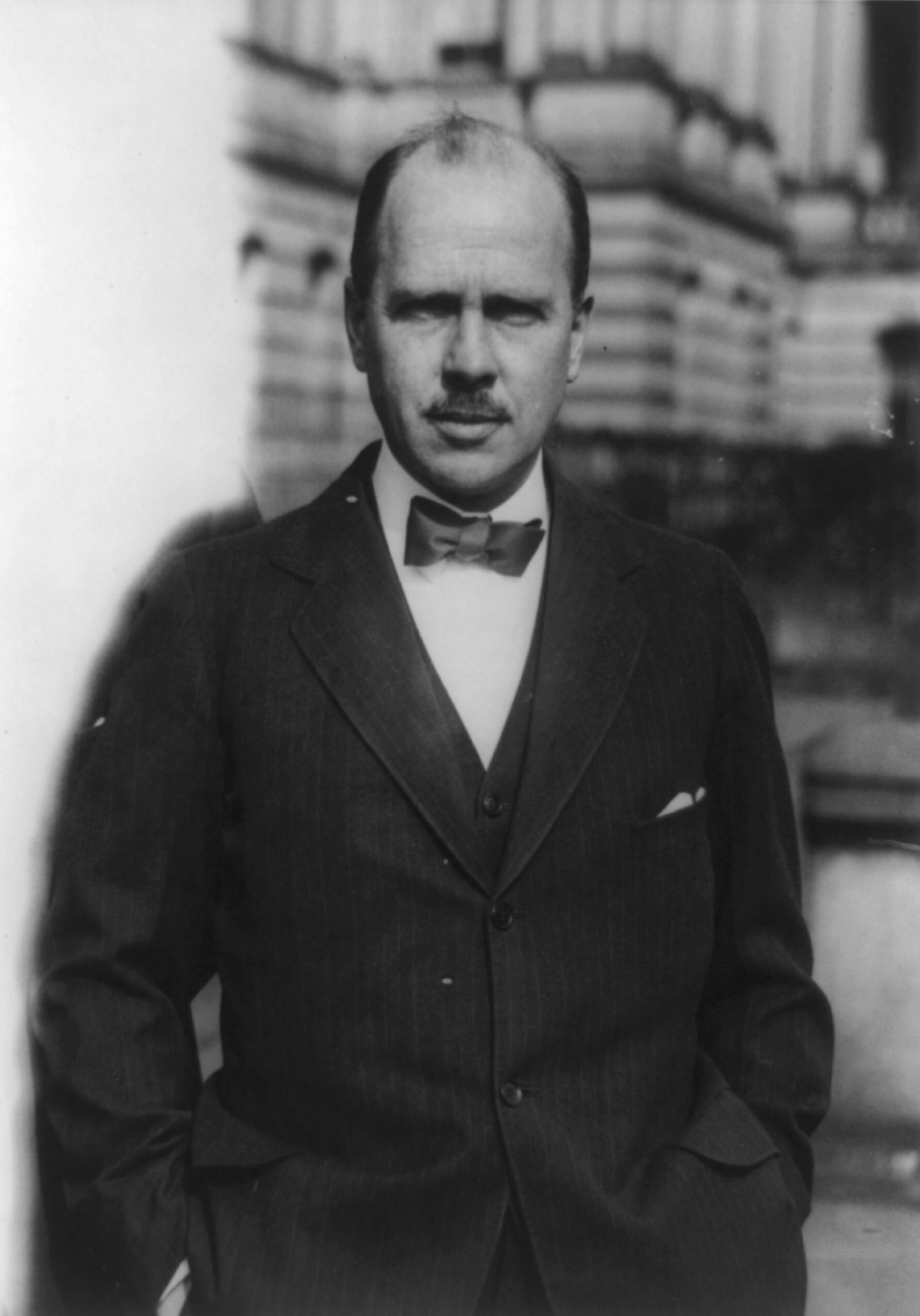
ヒュー・ロバート・ウィルソン

ヒュー・ロバート・ウィルソン（Hugh Robert Wilson, 1885年1月29日 - 1946年12月29日）は、アメリカ合衆国の外交官。

## 生涯
1885年1月29日、ウィルソンはイリノイ州エヴァンストンにおいて、ヒュー・ロバート・ウィルソン (Hugh Robert Wilson) とアリス・タウシー (Alice Tousey) の息子として誕生した。ウィルソンは1902年にペンシルベニア州ポッツタウンのヒル高校を卒業し、1906年にイェール大学で学士号を取得した。
ウィルソンは1907年から1910年まで兄の家具卸売業を手伝った後、1910年にフランスのパリにある自由政治学大学で政治を学んだ。1911年、ウィルソンは国務省の外交部に入省し、ポルトガルのリスボンにおいて合衆国公使の秘書官となった。ウィルソンは1912年から1914年までグアテマラのグアテマラシティにある合衆国公使館で書記官を務めた。ウィルソンは1914年から1916年までアルゼンチンのブエノスアイレスにある合衆国大使館で二等書記官を務めた。ウィルソンは1916年から1917年までドイツのベルリンにある合衆国大使館で二等書記官を務めた。
ウィルソンは1917年から1920年までオーストリアのウィーン、スイスのベルン、フランスのパリ、そしてワシントンD.C.を渡り歩いた。ウィルソンは1920年から1921年までドイツのベルリンにある合衆国大使館で参事官を務めた。ウィルソンは1921年から1923年まで日本の東京にある合衆国大使館で参事官を務めた。ウィルソンは1924年から1927年までワシントンD.C.において時事情報部長と外交官執行委員長を務めた。ウィルソンは1927年にジュネーブ海軍軍縮会議の事務総長を務めた。ウィルソンはまた1927年にジュネーヴで開催された運輸交通会議および1928年にジュネーヴで開催された輸出入禁止制限廃止会議に合衆国代表として参加した。
ウィルソンは1927年から1937年まで駐スイス公使を務めた。ウィルソンは1930年にロンドン海軍軍縮会議にアドバイザーとして参加した。ウィルソンは1937年から1938年まで国務次官補を務めた。ウィルソンは1938年に駐独大使を務め、1940年に国務長官顧問を務めた。
1941年1月1日、ウィルソンは国務省を引退した。そして1946年12月29日、ウィルソンはバーモント州ベニングトンにおいて死去した。ウィルソンの遺体はイリノイ州シカゴのローズヒル墓地に埋葬された。
| 外交職                              | 外交職                                                           | 外交職                    |
| ----------------------------------- | ---------------------------------------------------------------- | ------------------------- |
| 先代 ヒュー・ギブソン               | 在スイスアメリカ合衆国特命全権公使 1927年6月11日 - 1837年7月8日  | 次代 リーランド・ハリソン |
| 先代 ウィリアム・エドワード・ドッド | 在ドイツアメリカ合衆国特命全権大使 1938年3月3日 - 1938年11月16日 | 次代 ジェイムズ・コナント |